# Paramicrorhynchus
Paramicrorhynchus là một chi thực vật có hoa trong họ Cúc (Asteraceae).

## Loài
Chi Paramicrorhynchus gồm các loài: